# ۲۹ رجب
۲۹ رجب، بیست و نهمین روز از ماه رجب در تقویم هجری قمری است.
در تقویم هجری قمری قراردادی این روز دویست و ششمین روز سال است.